# Animotion
Gli Animotion sono un gruppo musicale new wave statunitense. La band ha raggiunto il successo commerciale con il singolo Obsession, che la rese estremamente popolare negli Stati Uniti durante la seconda metà degli anni ottanta.

## Formazione

### Formazione attuale
- Astrid Plane – voce femminile (1983-1987, 2008-presente)
- Charles Ottavio – basso (1983-1987, 2008-presente)
- Bill Wadhams – voce maschile, chitarra ritmica (1983-1987, 2008-presente)
- Don Kirkpatrick – chitarra solista (1983-1990, 2008-presente)
- Greg Smith – tastiera (1985-1990, 2008-presente)
- Kevin Rankin – batteria (2008-presente)

### Ex componenti
- Paul Antonelli – tastiera (1983-1985)
- David "Frenchy" O'Brien – batteria (1983-1985)
- Jim Blair – batteria (1986)
- Paul Engemann – voce maschile (1988-1990)
- Cynthia Rhodes – voce femminile (1988-1990)

## Discografia

### Album in studio
- 1984 – Animotion
- 1986 – Strange Behavior
- 1989 – Animotion (Room to Move)
- 2017 – Raise Your Expectations

### Raccolte
- 1996 – Obsession: The Best of Animotion
- 2006 – 20th Century Masters: The Best of Animotion